# إن ماي آرمز
«إن ماي آرمز» (بالإنجليزية: In My Arms)‏ أو «بين ذراعيّ» هي أغنية للفنانة الأسترالية كايلي مينوغ وأخذت من ألبومها العاشر إكس (2007). وهو من تأليف مينوغ، كالفين هاريس، ريتشارد «بيف» ستانارد، بول هاريس وجوليان بيك. وهي من إنتاج كالفين هاريس وستانارد. وتم إصدارها في جميع أنحاء العالم بوصفها كما في الأغنية الثانية من الألبوم في 15 فبراير 2008، في حين كانت بمثابة كانت ثالث منفردة منه في المملكة المتحدة واستراليا ونيوزيلندا. كما ظهرت عام 2012 في ألبوم أفضل الأعمال، ذا بيست أوف كايلي مينوغ. وقدم لها هاريس الأغنية وهي تسجل في أحد الاستوديوهات في برايتون.
«في ذراعي» هي أغنية سينثبوب تدخل بها عناصر من موسيقى الريترو والرقص. وتتحدث الراوية في الأغنية عن حبيبها وكيف سيشعر وهو بين ذراعيها. تلقت الأغنية مراجعات إيجابية عموما من نقاد الموسيقى، وأشاد بعضهم بالكلمات واعتبروها من أفضل أغاني الألبوم. ومع ذلك، كانت انتقد بعض المقيمين إنتاج الأغنية. بشكل عام كانت الأغنية ناجحة تجاريا، وبلغت المراكز العشرة الأوائل في دول مثل رومانيا وبلجيكا وفرنسا وسويسرا والمملكة المتحدة. ومع ذلك، لم تشهد نفس النجاح في بلدها الأم أستراليا، حيث وصلت للمركز 35، لتكون أدنى مركز لها في العقد منذ أغنية «كاوبوي ستايل».
تم إخراج فيديو كليب الأغنية من قبل ميلينا ماتسوكاس وتم تصويره في لوس أنجلوس، كاليفورنيا، إلى جانب فيديو كليب أغنية «واو». أدت مينوغ الأغنية في ثلاث من جولاتها. أولها جولة كايلي إكس 2008، حيث ظهرت كسائق حنطور في القرن التاسع عشر، أمام خلفية بالأبيض والأسود فقط. كما أدتها في جولتها في أمريكا الشمالية فور يو فور مي، جولة أفروديت ورلد، جولة كيس مي ونس مور. وفي الآونة الأخيرة، أدتها على جولة كايلي سامر 2015.

## الخلفية والإصدار
تم تشخيص كايلي بسرطان الثدي في 17 مايو 2005، قبل إصدار ألبوم «إكس»، فتم تأجيل ما تبقى من جولتها «شوغيرل – ذا غريتيست هيتس» وانسحابها من مهرجان غلاستونبري. كانت تتعافى من السرطان في ملبورن، وبدأت بكتابة الأغاني في منتصف العام 2006، حيث وصل السرطان لمراحله الأخيرة ولم تكن قد عملت في الموسيقى في السنة السابقة.
«إن ماي آرمز» هي ثاني أغنية يتم إصدارها من الألبوم عالميا، وإن كانت ثالث أغنية تصدر منه في المملكة المتحدة وأستراليا ونيوزيلندا. وبسبب هذا تم إصدار أغنية «واو» لتكون التالية من الألبوم، رغم أنها ثاني ما أصدر منه في البلدان المذكورة سابقا. لكن إصدار «إن ماي آرمز» العالمي لم يشمل أمريكا الشمالية، إذ أراد المسوقون أن تكون «أول آي سي» أول أغنية سائدة من الألبوم بعد أغنية النوادي «واو». أصدرت أغنية «إن ماي آرمز» بعد يوم واحد من إصدار «واو» ولم تنجح على القوائم.
تتبع الأغنية صنف السينثبوب وبها عناصر من الدانس بوب. وهي أول أغنية لمينوغ تصدر على قرص فينيل 7 بوصة منذ أغنية «سوم كايند أوف بليس» عام 1997.

## استقبال النقاد
نالت الأغنية مراجعات إيجابية من نقاد موسيقى البوب. قارن توم إيوينغ في تقييم على بيتشفورك ميديا الأغنية إلى ثنائي الموسيقى الإلكترونية الفرنسي «جوستيس» وكتب أن مينوغ «عادت بهذا اللحن بحماسة». ووصفها بروس سكوت من مجلة بريفيكس بأنها «مليئة بنفس السحر المتقن الذي جعل أغنية مثل لوف آت فيرست سايت ناجحة». ذكر إيفان سودي من PopMatters، أن الأغنية «تتطلب كل انتباهك».
منح مارك ساذرلاند من بيلبورد الأغنية مراجعة إيجابية، وكتب: «ستبحث عن أي إشارة لما عانته مؤخرا، ولكن لا تزال تملك القلب والروح، وهي أفضل مجموعة من الإيقاعات لها منذ زمن». ولكنها تلقت مراجعات سلبية أيضا. في استعراض على موقع Allmusic، لم يعجبن كريستوفر ترو بالأغنية ووصفها بأنها «باردة ورتيبة». قالت جوان أندرمان من صحيفة بوسطن غلوب إن الأغنية هي «مجرد نشيد رقص بارد كالجليد».

## الأداء على القوائم
في بلجيكا، دخلت الأغنية قائمة الأغاني الفلمنكية في المركز 33 في 3 فبراير 2008. وصعدت في الأسبوع التالي إلى المركز 14. كما نجحت أيضًا في قائمة أغاني الوالون حيث وصل إلى المركز 11. كما وصلت إلى المركز الثامن في اليونان وألمانيا - حيث أصبح أول أغنية تدخل العشر الأوائل لمينوغ منذ أغنية «سلو» عام 2003 - بالإضافة إلى المركز العاشر في فرنسا على قائمة مبيعات النسخ والمركز الثاني على قائمة التحميل، لتكون أنجح أغانيها في فرنسا منذ أغنية «كانت غيت يو آوت أوف ماي هيد» عام 2001. وصلت الأغنية إلى الخمس الأوائل في جمهورية التشيك وتركيا، والعشرة الأوائل في سلوفاكيا وسويسرا، والعشرين الأوائل في النمسا وأيرلندا وهولندا والسويد.
كما دخلت قائمة أغاني المملكة المتحدة في المركز 69 عن التحميل من الإنترنت، وبلغت ذروتها في المركز العاشر بعد ثلاثة أسابيع. وفي أستراليا بلغت المركز 35، وهو أدنى مركز وصلنه مينوغ على مدى عقد (منذ أغنية «كاوبوي ستايل» في عام 1998)، ولم تبق في الخمسين الأوائل إلا لأسبوعين فقط. لم تصدر الأغنية رسميا في الولايات المتحدة، إلا أنها حظيت بشعبية معتدلة على الراديو، وذخلت قائمة أغاني البث الإذاعي الأمريكية في اليوم الأول من وضعها في الإذاعة.

## الأغنية المصورة
تم إخراج الفيديو كليب للأغنية على يد ميلينا ماتسوكاس وتم تصويره في لوس أنجلوس مع فيديو كليب أغنية واو. هناك خمسة تسلسلات رئيسية: تظهر مينوغ في الأول، وهي ترتدي ملابس بتصميم مربع قرمزية بيضاء، صممها غارث بوغ (وارتدتها المغنية الإيرلندية روشين ميرفي في فيديو أغنيتها «أوفرباورد» في العام السابق)، مع نظارات شمسية مستقبلية؛ وفي الثاني تغني مينوغ على الميكروفون في غرفة تسجيل زرقاء؛ تظهر في المشهد الثالث مع فرقة من الراقصين؛ وتظهر في المشهد الرابع في فستان أصفر وترقص في صندوق وردي؛ وفي المشهد الأخير ترقص أمام مروحة عملاقة ترتدي فستان دولتشي أند غابانا. تتقاطع المشاهد الخمسة مع انتهاء الفيديو وتتلاشى تدريجياً. تم عرض الفيديو لأول مرة على الإنترنت في 29 يناير 2008. وتم عرضه لأول مرة على محطات التلفزيون في جميع أنحاء أوروبا في 31 يناير 2008. فيديو «إن ماي آرمز» هو أحد أكثر مقاطع الفيديو مشاهدة لمينوغ مع أكثر من 16 مليون مشاهدة على يوتيوب.

## إصدارات أخرى
أعلنت شركة إي إم آي ميوزيك تايوان في 15 أكتوبر 2007 أن مينوغ قامت بتسجيل ثنائي للأغنية مع المغنية التايوانية جولين تساي. تم تضمين الأغنية في النسخة الآسيوية من ألبوم إكس الذي صدر في نوفمبر 2007.
طلبت إي إم آي ميوزيك من المغني وكاتب الأغاني المكسيكي أليكس سينتيك تسجيل بعض المقاطع من الأغنية باللغة الإسبانية في أوائل عام 2008. تم نشر الأغنية أول مرة عبر قناة سينتيك الرسمية على يوتيوب في 24 أبريل 2008،  وأكدت إي إم آي والصحافة المكسيكية حقا أن الأغنية حقيقية بالفعل ومن المقرر إطلاقها إلى محطات الإذاعة المكسيكية في الأسبوع الأخير من أبريل. تم التأكيد لاحقًا على أن الأغنية سيتم إدراجها في ألبوم سينتيك التجميعي، «بيست أوف 1989 و 2009»، والذي تم إصداره في المكسيك في يونيو 2008. وتقرر أيضًا إصدار نسخة مكسيكية خاصة من ألبوم إكس، ولكن تم تأجيلها إلى 26 أغسطس. 2008.

## القوائم
| القائمة (2008)                         | أفضل موقع |
| -------------------------------------- | --------- |
| أستراليا (أريا تشارتس)                 | 35        |
| النمسا (أو3)                           | 16        |
| أولتراتوب (الفلاندرز)                  | 10        |
| أولتراتوب (والونيا)                    | 11        |
| البرازيل (ABPD)                        | 24        |
| جمهورية التشيك                         | 2         |
| الدنمارك (تراكليسن)                    | 36        |
| بيلبورد هوت 100 أوروبا                 | 15        |
| فرنسا (سنيب)                           | 10        |
| ألمانيا (جي إف كاي)                    | 8         |
| ترتيب أغاني أيرلندا                    | 15        |
| إيطاليا (FIMI)                         | 34        |
| هولندا                                 | 20        |
| بولندا (Airplay Chart)                 | 1         |
| رومانيا (Romanian Top 100)             | 1         |
| روسيا (Tophit)                         | 8         |
| اسكتلندا                               | 2         |
| سلوفاكيا                               | 6         |
| السويد (سويرجتوبليستان)                | 15        |
| هيت باراد سويسرا                       | 10        |
| تركيا (Türkiye Top 20)                 | 2         |
| تصنيف الأغاني المنفردة المملكة المتحدة | 10        |

| القائمة المركز (2008) | Position |
| --------------------- | -------- |
| النمسا                | 74       |
| بلجيكا (الفلاندرز)    | 45       |
| بلجيكا (والونيا)      | 48       |
| هولندا                | 129      |
| هوت 100 أوروبا        | 71       |
| فرنسا                 | 82       |
| ألمانيا               | 62       |
| رومانيا               | 2        |
| سويسرا                | 48       |

## تاريخ الإصدار
| البلد            | التاريخ        | النوع            | العلامة                                 | Ref.   |
| ---------------- | -------------- | ---------------- | --------------------------------------- | ------ |
| ألمانيا          | 15 فبراير 2008 | أسطوانة منفردة   | إيمي                                    | [ 34 ] |
| ألمانيا          | 15 فبراير 2008 | CD maxi single   | إيمي                                    | [ 35 ] |
| ألمانيا          | 15 فبراير 2008 | تحميل موسيقى     | إيمي                                    | [ 36 ] |
| ألمانيا          | 15 فبراير 2008 | 12"              | إيمي                                    | [ 37 ] |
| فرنسا            | 18 فبراير 2008 | Digital download | بارلوفون                                | [ 38 ] |
| المملكة المتحدة  | 4 مايو 2008    | Digital download | بارلوفون                                | [ 39 ] |
| المملكة المتحدة  | 5 مايو 2008    | CD single        | بارلوفون                                | [ 40 ] |
| المملكة المتحدة  | 5 مايو 2008    | CD maxi single   | بارلوفون                                | [ 41 ] |
| المملكة المتحدة  | 5 مايو 2008    | 7"               | بارلوفون                                | [ 42 ] |
| الولايات المتحدة | 28 يوليو 2009  | Digital download | تسجيلات كابيتول أسترالوركس [لغات أخرى] ‏ | [ 43 ] |

## وصلات خارجية
- Official website
- كلمات الأغنية الكاملة على مترولايركس